# Lartigue-monorail

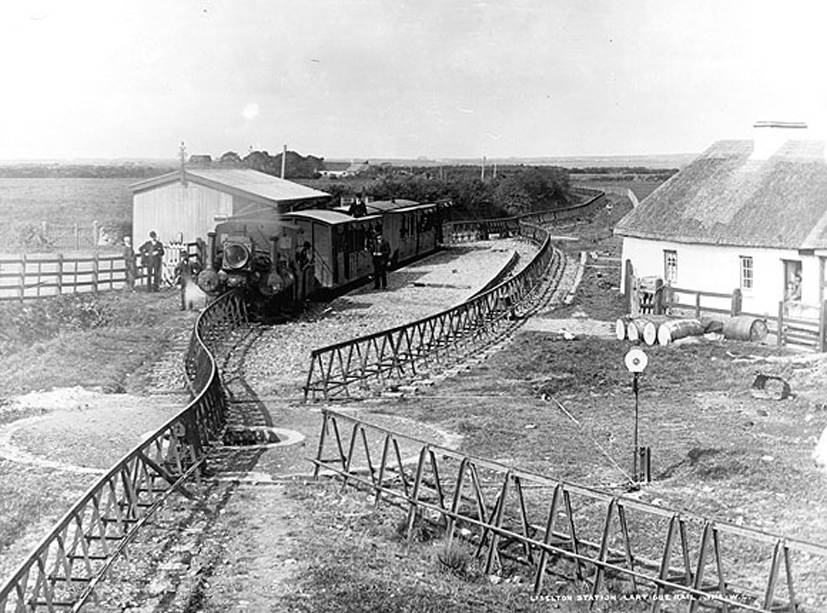
De Lartigue-monorail, foto ca. 1890

De Lartigue-monorail werd ontworpen rond 1875 door de Franse ingenieur Charles Lartigue (1834–1907). Hij ontwikkelde een door paardenkracht aangedreven monorail van de Brit Henry Robinson Palmer (1795–1844) verder.

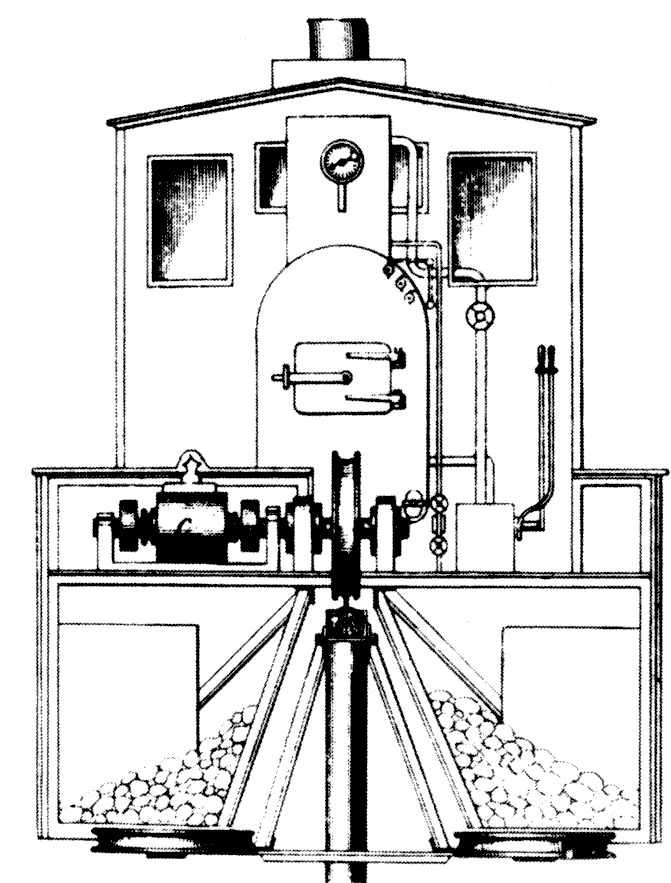
Doorsnede van de locomotief

De eerste toepassing van zijn ontwerp werd gerealiseerd in Algerije over een lengte van 42 km tussen Oran naar Damesne. Deze lijn was bedoeld voor het transport van espartogras door de woestijn.
De bekendste toepassing van de Lartigue-monorail was de 14,4 km lange lijn tussen Listowel en Ballybunion (de Listowel Ballybunion Railway). Deze werd geopend in 1888 en was de eerste commercieel geëxploiteerde monorail ter wereld. Er werden zowel reizigers als goederen vervoerd. De lijn werd gesloten in 1924 nadat hij beschadigd was geraakt tijdens de Ierse Burgeroorlog.
In 2001 werd in Listowel een tentoonstelling over de historische spoorlijn geopend. In 2003 werd een monorailsectie van 1 km geopend door de vrijwilligersorganisatie Lartigue Monorailway Restoration Committee.